# NGC 588

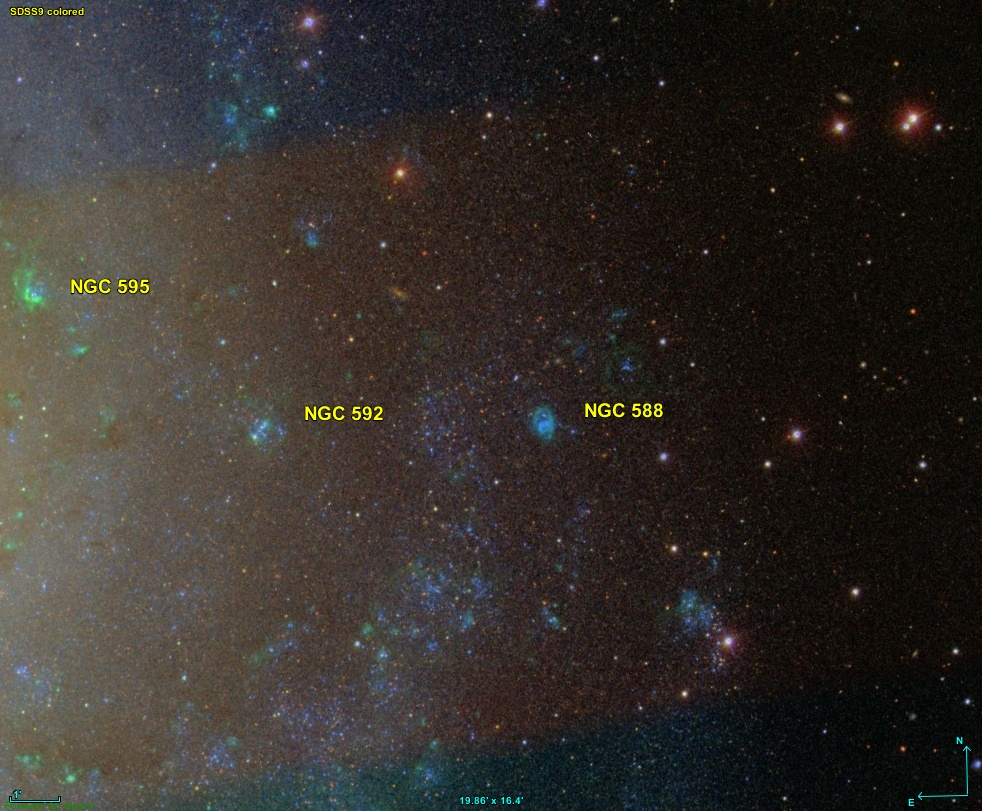
Obszary H II w Galaktyce Trójkąta, od prawej: NGC 588, NGC 592 i NGC 595 (SDSS)

NGC 588 – obszar H II jonizowany przez osadzoną w nim gromadę gwiazd, znajdujący się na obrzeżach Galaktyki Trójkąta położonej w gwiazdozbiorze Trójkąta. Odkrył go Heinrich Louis d’Arrest 2 października 1861 roku.